# Eccellenza Trentino-Alto Adige 2009-2010
Il campionato di Eccellenza Trentino-Alto Adige 2009-2010 è stato il diciannovesimo organizzato in Italia. Rappresenta il sesto livello del calcio italiano.
Questi sono i gironi organizzati dal comitato regionale della regione Trentino-Alto Adige, ove il campionato è anche noto con il nome tedesco di Oberliga (letteralmente "lega superiore").

## Stagione
Al campionato di Eccellenza del Trentino-Alto Adige partecipano 16 squadre: 12 hanno mantenuto la categoria, 2 sono state retrocesse dalla Serie D (Trento e Bozen), e 2 sono state promosse (Rotaliana e Salurn) dai rispettivi campionati di Promozione di Trento e Bolzano.

## Squadre partecipanti
| Squadra                   | Città (provincia)               |
| ------------------------- | ------------------------------- |
| S.S.V. Ahrntal            | S.Giovanni in Valle Aurina (BZ) |
| U.S. Alense Vivaldi       | Ala (TN)                        |
| S.S.V. Eppan              | Appiano (BZ)                    |
| Bolzano                   | Bolzano (BZ)                    |
| S.S.V. Brixen             | Bressanone (BZ)                 |
| A.S.D. Fersina Perginese  | Pergine Valsugana (TN)          |
| A.F.C. Obermais           | Merano (BZ)                     |
| Merano                    | Merano (BZ)                     |
| A.S.D. Mori Santo Stefano | Mori (TN)                       |
| U.S. Rotaliana            | Mezzolombardo (TN)              |
| Rovereto                  | Rovereto (TN)                   |
| A.S.V. Salurn Raiffeisen  | Salorno (BZ)                    |
| Sankt Georgen             | San Giorgio di Brunico (BZ)     |
| F.C.D. Sankt Pauls        | San Paolo di Appiano (BZ)       |
| Trento                    | Trento (TN)                     |
| U.S. Vallagarina          | Villa Lagarina (TN)             |

## Classifica finale
|  | Pos. | Squadra        | Pt | G  | V  | N  | P  | GF | GS | DR  |
|  | ---- | -------------- | -- | -- | -- | -- | -- | -- | -- | --- |
|  | 1.   | Trento         | 68 | 30 | 20 | 8  | 2  | 63 | 22 | +41 |
|  | 2.   | Fersina        | 62 | 30 | 18 | 8  | 4  | 56 | 25 | +31 |
|  | 3.   | Obermais       | 55 | 30 | 16 | 7  | 7  | 56 | 34 | +22 |
|  | 4.   | Mori S.Stefano | 48 | 30 | 13 | 9  | 8  | 39 | 25 | +14 |
|  | 5.   | Ahrntal        | 42 | 30 | 11 | 9  | 10 | 41 | 41 | 0   |
|  | 6.   | Alense         | 41 | 30 | 10 | 11 | 9  | 41 | 42 | -1  |
|  | 7.   | Salurn         | 41 | 30 | 11 | 8  | 11 | 43 | 40 | +3  |
|  | 8.   | Brixen         | 40 | 30 | 9  | 13 | 8  | 39 | 37 | +2  |
|  | 9.   | Eppan          | 39 | 30 | 10 | 9  | 11 | 29 | 28 | +1  |
|  | 10.  | Rovereto       | 37 | 30 | 9  | 10 | 11 | 34 | 36 | -2  |
|  | 11.  | Sankt Georgen  | 35 | 30 | 8  | 11 | 11 | 24 | 32 | -8  |
|  | 12.  | Rotaliana      | 33 | 30 | 8  | 9  | 13 | 34 | 44 | -10 |
|  | 13.  | Bolzano        | 31 | 30 | 7  | 10 | 13 | 19 | 31 | -12 |
|  | 14.  | St. Pauls      | 29 | 30 | 7  | 8  | 15 | 27 | 48 | -21 |
|  | 15.  | Vallagarina    | 25 | 30 | 6  | 7  | 17 | 33 | 57 | -24 |
|  | 16.  | Merano         | 22 | 30 | 5  | 7  | 18 | 21 | 57 | -36 |

## Verdetti finali
- Trento promosso in Serie D 2010-2011.
- St. Pauls, Vallagarina e Meran retrocedono in Promozione 2010-2011.